# 일본국 헌법 제92조
일본국 헌법 제92조(일본어: 日本国憲法第92条)은 일본국 헌법 제8장 "지방 자치"의 조문 중 하나이다. 지방 자치의 기본 원칙에 대해 규정하고 있다.

## 조문
일본국 헌법 제92조
지방 자치 단체의 조직 및 운영에 관한 사항은 지방 자치의 본래 취지에 기초하여 법률로 이를 정한다.

## 해설
지방 자치 단체, 지방 의회 등의 조직을 비롯해 지방 자치에 관해 전반적인 사항은 법률 규정에 위임하였다. 본 조에 따라 지방자치법이 제정되어 있다.